# Nemonyx lepturoides
Nemonyx lepturoides là một loài bọ cánh cứng trong họ Nemonychidae. Loài này được Fabricius miêu tả khoa học đầu tiên năm 1801.